# Carl Berners plass
Carl Berners plass – podziemna stacja metra w Oslo położona na trasie linii metra Grorudbanen i przystanek tramwajowy leżący na trasie linii tramwajowej Sinsenlinjen. W okolicy mieści się także przystanek autobusowy obsługiwany przez linie 20, 21, 28, 31. Plac Carl Berners plass położony jest w Oslo w dzielnicy Grünerløkka. Ta stacja jest pierwszą stacją metra na linii Grorudbanen, która za stacją łączy się z trasą wiodącą do Fellestunnelen (Wspólnego Tunelu). Na północ od stacji, od linii Grorudbanen odchodzi linia T-Baneringen. Stacja jest obsługiwana przez pociągi linii metra nr 5 oraz tramwaje linii nr 17.
W dniu 1 lutego 1923 roku oddano do użytku przystanek tramwajowy na Carl Berners plass. Przystanek wziął swoją nazwę od placu którego nazwa pochodzi od nazwiska norweskiego polityka, Carla Bernera, który żył na przełomie osiemnastego i dziewiętnastego wieku. Od dnia 6 lutego 1949 roku, trolejbusy linii nr 20 zaczęły obsługiwać Carl Berners plass. 2 stycznia 1955 roku tramwaje linii Rodeløkkalinjen zostały przekierowane na Carl Berners plass, pomimo tego, iż sama linia została ponownie zamknięta w roku 1961. Stacja metra została otwarta w dniu 16 października 1966 roku, a trolejbusy przestały obsługiwać Carl Berners plass na rzecz autobusów w roku 1968. Dnia 20 sierpnia 2006 roku, pociągi linii nr 6 zaczęły również obsługiwać tę stację metra.

## Udogodnienia
Carl Berners plass jest węzłem przesiadkowym pomiędzy stacją metra i przystankiem tramwajowym oraz autobusowym mieszczącym się na Carl Berners plass od którego to właśnie wziął swoją nazwę. Stacja metra rzeczywiście znajduje się w odległości kilkuset metrów od placu, wejścia mieszczą się na poziomie ziemi po obu stronach ruchliwej ulicy Grenseveien, która wznosi się od placu we wschodnim kierunku. Stacja metra jest na trasie linii Grorudbanen i znajduje się w odległości 3,3 km od stacji Stortinget położonej w centrum Oslo. Tory położone są na wysokości 50,3 metra nad poziomem morza. Obszar dookoła stacji przeważnie gęsto zabudowany budynkami mieszkalnymi i siedzibami niewielkich firm. Na południe od stacji mieści się Tøyen Park.

## Galeria

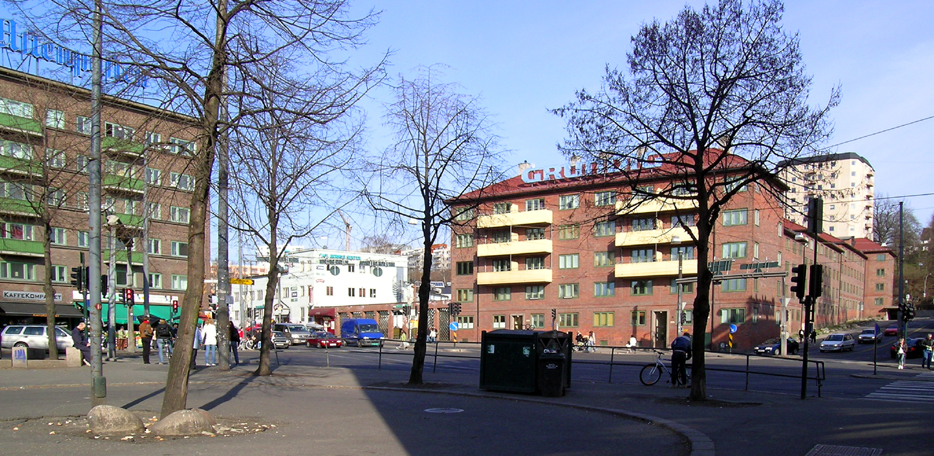
Plac Carl Berners plass (2007)
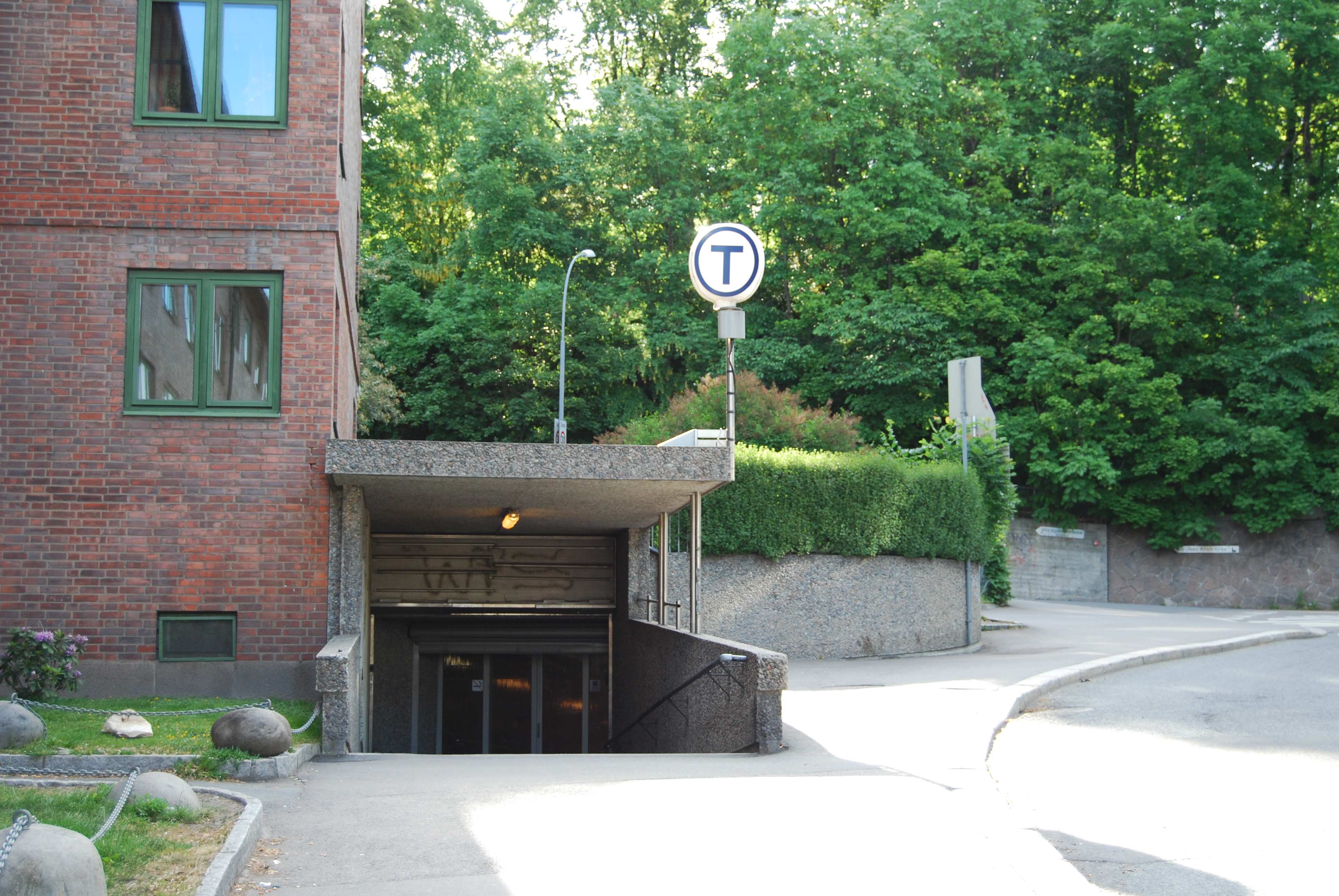
Wejście do stacji metra (2009)
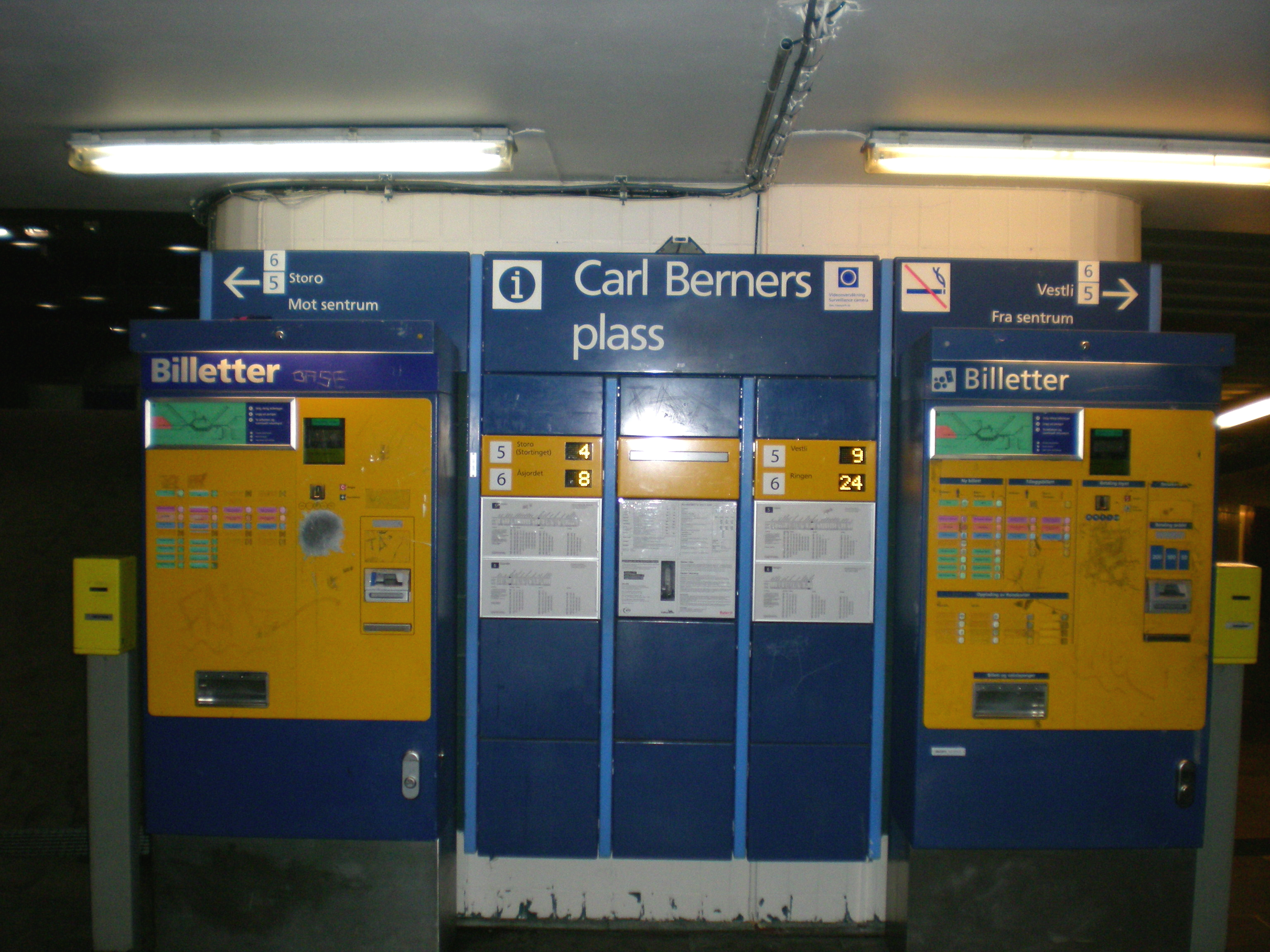
Automat biletowy (2009)
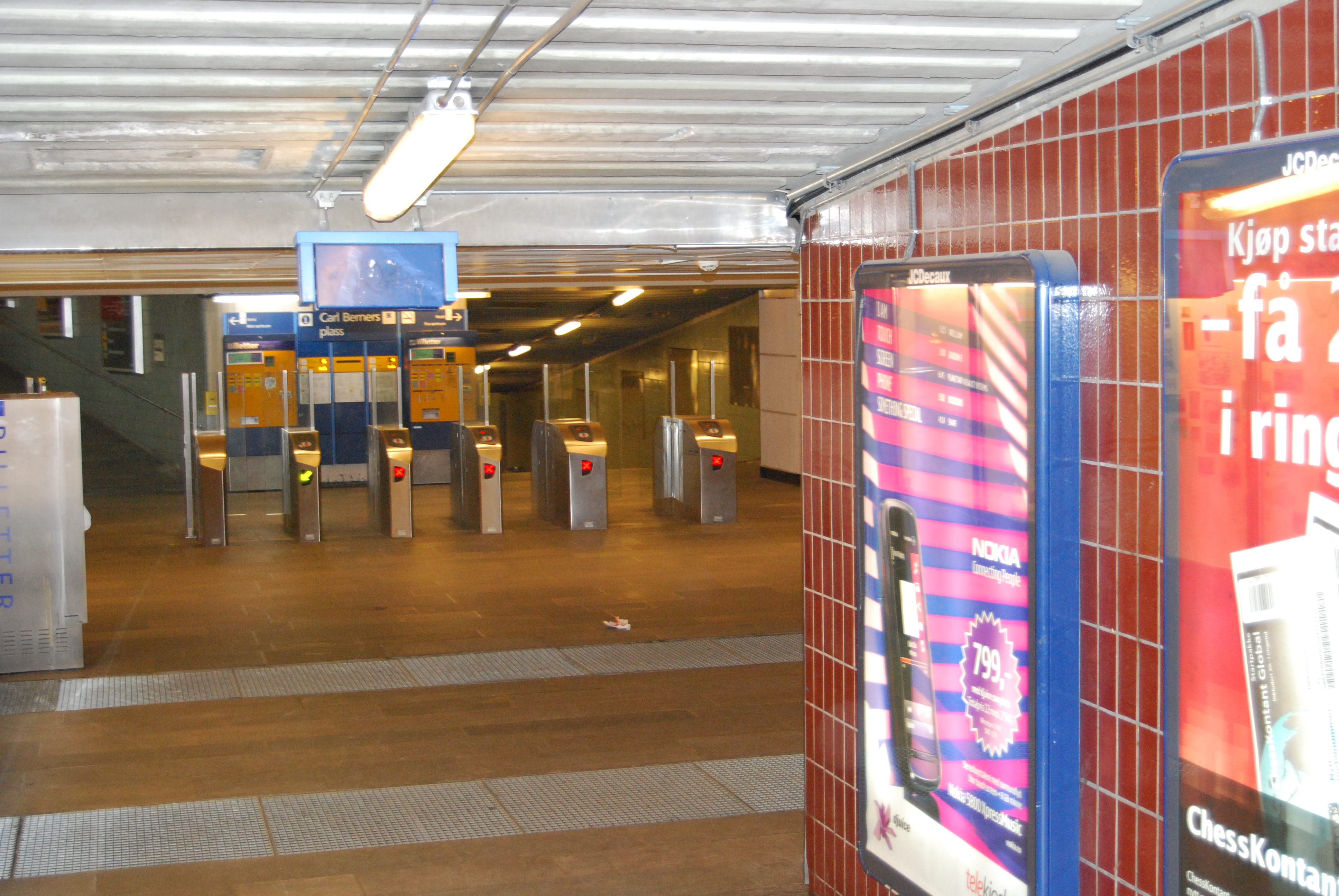
Wejście na perony (2009)